# Дијего Луна
Дијего Дионизио Луна Александер (енгл. Diego Dionisio Luna Alexander; Толука, Држава Мексико, 29. децембра 1979), мексички је филмски, позоришни и телевизијски глумац, редитељ и продуцент.
Међународна слава глумцу је дошла након филма И ја теби кеву (2001), у којем је такође глумио са Гаелом Гарсијом Берналом. Колеге су награђене наградом Марчело Мастројани на Венецијанском филмском фестивалу 2001. Затим су биле мање улоге у филму Фрида, Без заклона са Кевином Костнером у главној улози и Терминал Стивена Спилберга. Године 2004. изашао је наставак Прљави плес: Ноћи Хаване, где Луна игра сиромашног конобара заљубљеног у ћерку богатих Американаца.
Дијего Луна је играо главну улогу наркобоса Мигела Анхела Феликса Галарда у ТВ серији Наркос: Мексико. Године 2022. вратио се улози Касијана Андора у телевизијској серији Андор, која је преднаставак филма Одметник-1: Прича Ратова звезда.